# Mestre (Venise)
Pour les articles homonymes, voir Mestre.
Mestre est une localité de la commune de Venise dans la région Vénétie dans le nord-est de l'Italie et constitue l'expansion de la cité de Venise sur la terre ferme.

## Géographie
La cité lagunaire de Venise compte environ 89 571 habitants, alors que les deux fractions de Mestre et Marghera en comptent environ 200 000. La ville se trouve à l’entrée de la lagune de Venise, au croisement des autoroutes qui arrivent de Milan, Bologne, Cortina d’Ampezzo, Trieste et sur la route S309-Romea de Ravenne.

## Grandes villes voisines
Padoue et Trévise sont à 20 km, Vérone à 58 km et Bologne à 137 km. C’est le point de passage obligé pour atteindre directement Venise par la route.

## Histoire
(juin 2021).
Le contenu est difficilement compréhensible vu les erreurs de traduction, qui sont peut-être dues à l'utilisation d'un logiciel de traduction automatique.

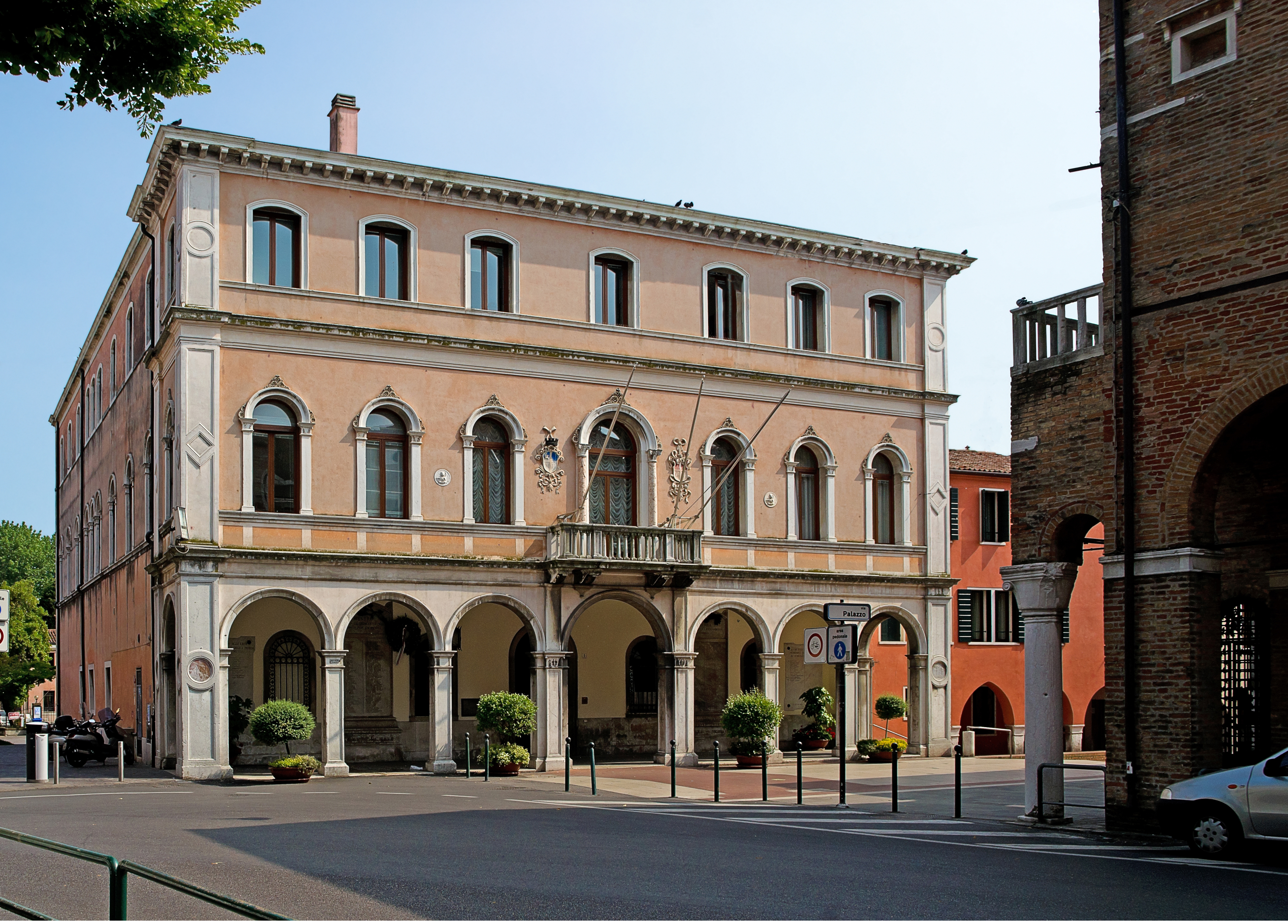
Il Palazzo Podestarile. Mairie de la ville de Mestre

Sur la base de ce que nous lisons dans l'Iliade, dans lequel un Mesthle, fils de Talemene, roi des Meoni est mentionné, certains érudits du passé [8] ont proposé une origine légendaire pour la ville, renouant avec les événements du héros Antenore, ancêtre Veneti. Ce dernier, échappé de Troie détruite, après une longue errance maritime, trouva refuge dans la région qu'il appela lui-même la Vénétie où il fonda la ville de Padoue. À sa suite, il y eut aussi Mesthle qui s'installa plutôt avec d'autres dans un bois en face de la lagune, la soi-disant Selva Fetontea, fondant une ville fortifiée qu'il appela de son nom Mestre [9]. 
En ce qui concerne la fondation de la ville, il semble que ni à l'époque paléovénitienne ni à l'époque romaine il n'y ait eu de colonies particulièrement importantes dans la région. L'Itinerarium Burdigalense, un guide du IVe siècle pour les pèlerins, n'a mentionné qu'une seule "mutatio ad nonum" dans la région, à savoir "un bureau de poste pour changer de chevaux situé à neuf miles" (environ 13,5 km) de la ville de Altino, le long de la Via Annia. Cependant, il semble possible l'existence d'un castrum, petit embryon de centre fortifié du Castelvecchio médiéval [10]. À l'époque romaine, le territoire de Mestre était traversé par une importante voie romaine, la Via Gallica. Les autres rues étaient la Via Castellana, la Via Miranese et la Via Cesarea Augusta
Dans cette période historique, l'écosystème le plus fréquent était celui d'une forêt de chênes-charmes des basses terres. La zone était aussi tellement marécageuse que les routes d'origine romaine, construites en ligne droite jusqu'à Mira, étaient sinueuses en aval pour s'adapter au territoire.
La première trace historique se trouve sur un document de 994, de l’empereur Otton III, lequel donne à Rambaldo, comte de Trévise, un terrain sur le territoire dénommé Mestre. 
Ce fut sans aucun doute une reconnaissance importante depuis la forêt de Montello, propriété à Trévise et 24 "mansi" (grandes extensions de terres arables), dont un "inter Mester et Paureliano et Brentulo", ou entre Mestre, et le Gazzera (Parlan et Brendole). Le document reste entre les mains des Collaltos jusqu'en 1917, date à laquelle le château a été détruit pendant la Première Guerre mondiale. Parmi les ruines, il y avait probablement cantonné une unité de soldats bohèmes, sujets de Vienne, qui après la défaite se sont retrouvés obligés de rentrer, le plus souvent à pied, vers leurs lieux d'origine. L'un d'eux eut la bonne idée de renforcer ses bottes abîmées avec cet étrange parchemin trouvé dans les décombres. Le document, par conséquent si misérablement arrivé en République tchèque, a d'abord été déposé, avec d'autres objets volés, dans les archives municipales locales, sans que personne se rende compte de l'extraordinaire valeur historique du document. Ce n'est que plus tard que le responsable des archives Rokycany, situé près de Pilsen, à qui le document est arrivé, a compris son importance historique et l'a souligné; aujourd'hui le diplôme d'Otto III est le plus ancien document sur parchemin de la République Tchèque. 
Une copie du parchemin a été remise à la commune de Mestre-Carpenedo pour son apposition à l'intérieur de la commune de Via Palazzo, également connue sous le nom de Ca 'Collalto
En 1152, une bulle du pape Eugène III reconnaît l’archevêque de Trévise (Bonifacio) comme patron de Mestre. En 1257 un autre archevêque, Alberico, cède la possession à Alberico da Romano, Podestat de Trévise. 
Entretemps, le port de Cavergnano, situé sur le fleuve Marzenego (alors connu sous le nom de Mestre) prenait de l’importance, surtout dans le lien que Venise, en rapide expansion, avait avec la terre ferme. C’était par ce port que Venise recevait ses besoins de première nécessité, justement là où se rencontrent trois routes importantes : la Padovana (de Padoue), la Castellana (vers Milan) et le Terraglio (de Trévise).
En 1274, un incendie détruisit le château qui fut remplacé par la fortification du bourg qui devint le Castelnuovo. 
Au XIIIe siècle, Mestre fut mêlée à la guerre fratricide entre Ezzelino III da Romano et son frère Alberic (Alberico  da Romano). Ce dernier ayant conquis Trévise (dont dépendait Mestre), Ezzelino occupa en représailles le Castelnuovo entre 1245 et 1250. Après un accord entre les deux frères le château et le bourg passèrent de la juridiction religieuse de l’archevêque à celle, civile, de Trévise.
En 1317, Cangrande della Scala (Alberto Ier Canfrancesco de la famille Della Scala, dit aussi Scaligeri) commença à menacer Trévise, qui, en contre-mesure, renforça le château de Mestre. En 1318, les Scaligeri tentèrent à plusieurs reprises de conquérir la place-forte, qui résista contre toute attente. En se retirant, les soldats saccagèrent le territoire alentour provoquant une grave crise économique. En 1323, Trévise, fatiguée par cette longue guerre et abandonnée de l’empereur, capitula et finit sous la domination de Vérone.
Mais les années suivantes, la puissance des Scaligeri devint une menace pour les intérêts de Venise sur la terre ferme. Ainsi le 29 décembre 1337, jour de la Saint-Michel Archange patron de Mestre, le commandant vénitien Andrea Morosine, corrompit les 40 000 mercenaires allemands de garde et prit le château de Mestre. La Sérénissime République gouverna Mestre par le biais d'un fonctionnaire portant le titre de Podestat et Capitaine.

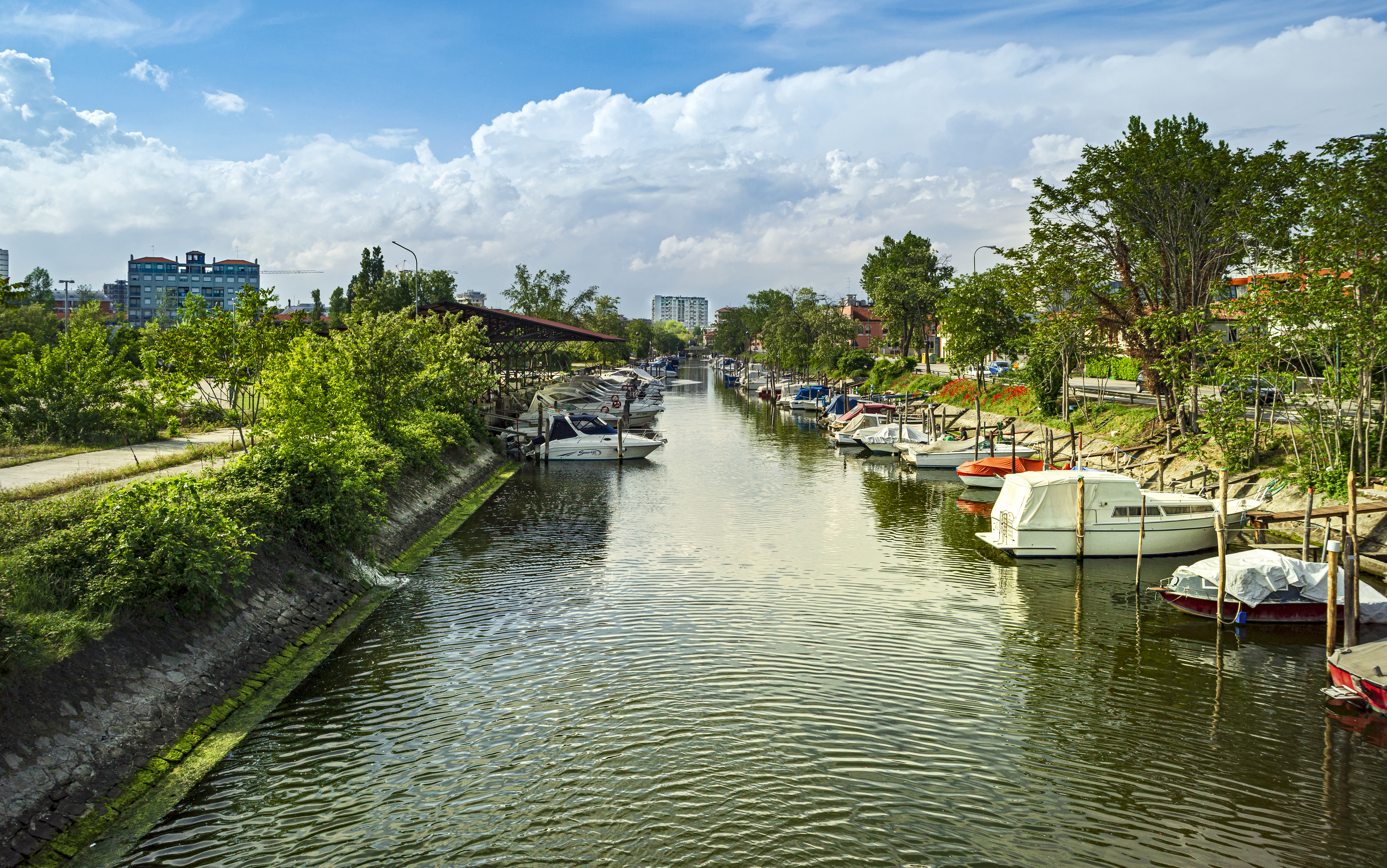
Le Canal Salso

Au XIVe siècle, le trafic commercial entre Mestre et Venise était devenu si important qu’un canal artificiel fut creusé (1361), le Canal Salso, qui de la lagune arrive au cœur du bourg.
En 1509, durant la Guerre de la Ligue de Cambrai, les forces vénitiennes en déroute après leur défaite à la bataille d'Agnadel, se barricadèrent sur le commandement de Niccolò di Pitigliano dans la forteresse de Mestre, qui devint l'ultime rempart sur la terre ferme et d'où partirent les expéditions de secours de Trévise assiégée, et à la reconquête de Padoue, occupée par les forces impériales. En 1513 Mestre dut de nouveau affronter l'assaut des Espagnols et des Allemands, qui prirent la forteresse, mirent à sac et incendièrent le centre-ville. En l'honneur de sa résistance héroïque, la cité reçut de la Sérénissime le titre de Mestre Fidelissima (Mestre la Très Fidèle), qui est demeurée sa devise jusqu'à aujourd'hui.

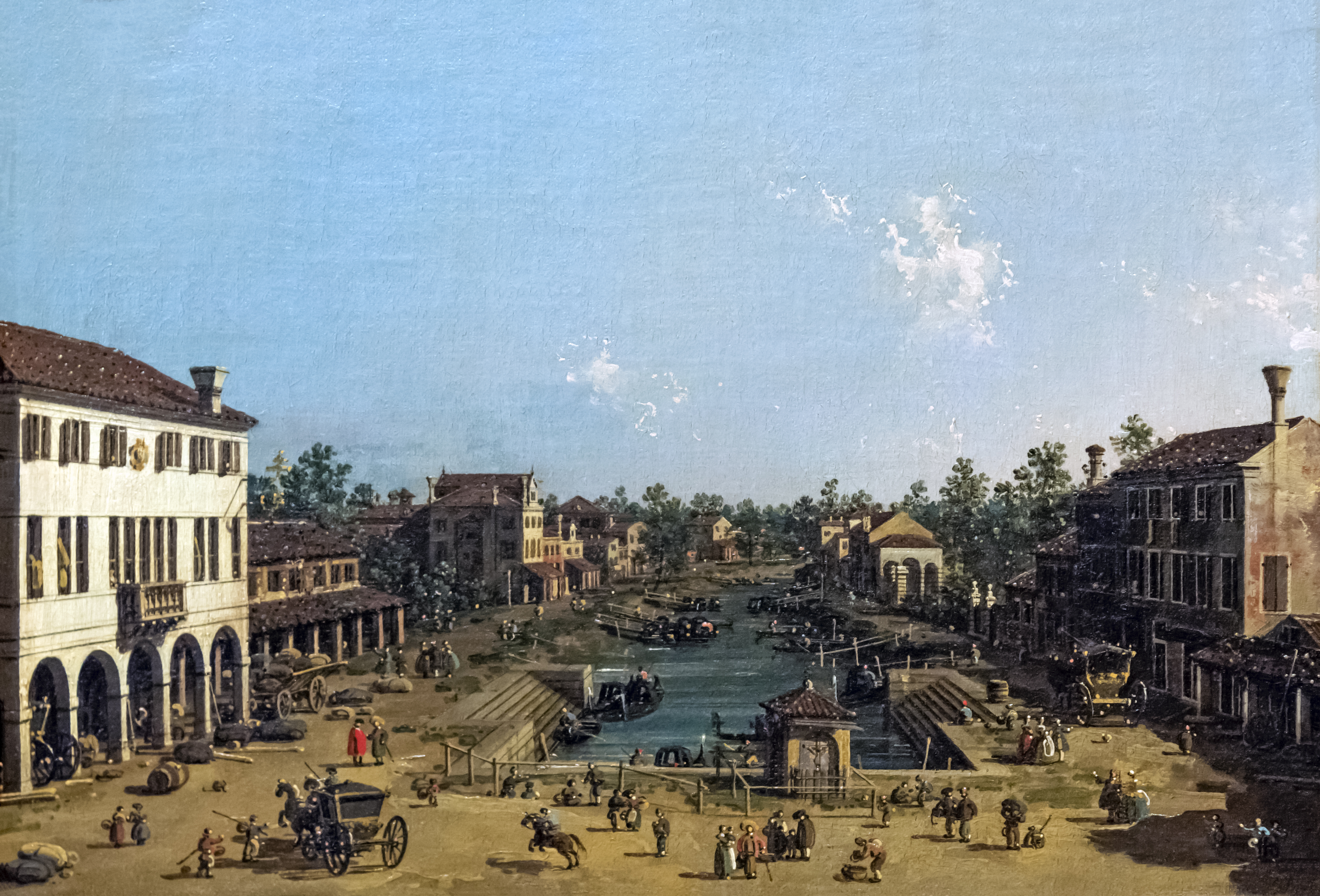
Vue de Mestre
par Canaletto, vers 1740
Fondation Bemberg, Toulouse

Au XVIIIe siècle les murailles du Castelnuovo, qui étaient dans un état de grave détérioration, furent démolies; il n'en reste que la Tour de l'Horloge et sa jumelle, la Torre Belfredo (Tour du Beffroi). Cette dernière fut à son tour abattue au XIXe siècle. Sur la via Torre Belfredo, le pavement conserve les traces des fondations à l'emplacement de l'ancienne tour.
La domination vénitienne se termina le 16 juillet 1797, quand Napoléon Bonaparte occupa Venise, mettant fin à la Sérénissime République. Mestre adhéra au modèle français, en 1808 se constitua en Commune, se dotant d’un conseil de 40 membres et d’un Podestat nommé par le gouvernement.
À la chute de Napoléon, Mestre passa sous domination autrichienne, voyant son territoire communal agrandi des communes limitrophes de Carpenedo et Marocco.
Après 34 années de domination autrichienne, le mécontentement de la population grandissait et, le 22 mars 1848 Daniele Manin, chef des insurgés, chassa les Autrichiens et proclama la République. À Mestre, des patriotes désarmèrent facilement le peu de soldats de garde dans la cité ; formèrent une Garde civique et prirent le fort de Marghera des mains des Autrichiens. En mai, les Autrichiens reconquièrent toute la région Lombardo-Vénète et le 18 juin récupèrent aussi Mestre. Pendant ce temps, Charles-Albert de Sardaigne, par l’armistice de Salasco du 9 août 1848, abandonne Milan qui était déjà tombée et Venise qui résistait encore contre l’Autriche. De sanglants affrontements se succédèrent jusqu’au 22 août 1849, où Venise se rendit aux Autrichiens qui y perpétrèrent une violente et sanglante répression sur les habitants de la lagune.
En 1866, Mestre a vu le siège de Forte Marghera par les troupes italiennes (qui sont arrivées dans la ville le 15 juillet) et a été annexée avec le reste de la Vénétie au royaume d'Italie. Le 6 mars 1867, Giuseppe Garibaldi arriva également à Mestre, s'adressant à la foule depuis un balcon de la Piazza Maggiore, événement commémoré plus tard par une plaque.
En 1876, l'ancienne tour Belfredo, l'un des derniers vestiges de l'ancien château, est démolie par les particuliers qui en étaient propriétaires. Il reste une trace du plan de la tour, dans le trottoir de la rue du même nom, à côté des "Giardini delle Mura" où sont visibles les vestiges (ainsi que d'une longue section de mur) d'une des plus petites tours du château.
En souvenir des événements de 1848, le 4 avril 1886, une colonne commémorative des morts dans la résistance de 1848-1849 fut inaugurée sur la Piazza Barche, tandis que le 13 novembre 1898 la médaille d'or de la vaillance militaire fut décernée à la ville.
Ce motif de fierté citoyenne a survécu au fil du temps et dans les années 2000, la «sortie de Mestre» a été rappelée à plusieurs reprises à diverses occasions de célébration.
Après l’annexion de la Vénétie au Royaume d'Italie en 1866, Mestre resta commune indépendante ; un décret de Victor-Emmanuel III d'Italie du 26 août 1923, attribua à Mestre le titre de « Cité ». Puis, le 24 août 1926, l’autonomie administrative cessa et les communes autonomes de Mestre, Chirignago, Zelarino, Cipressina et Favaro Venete sont déclarées partie intégrantes de la commune de Venise.

## Monuments et sites remarquables

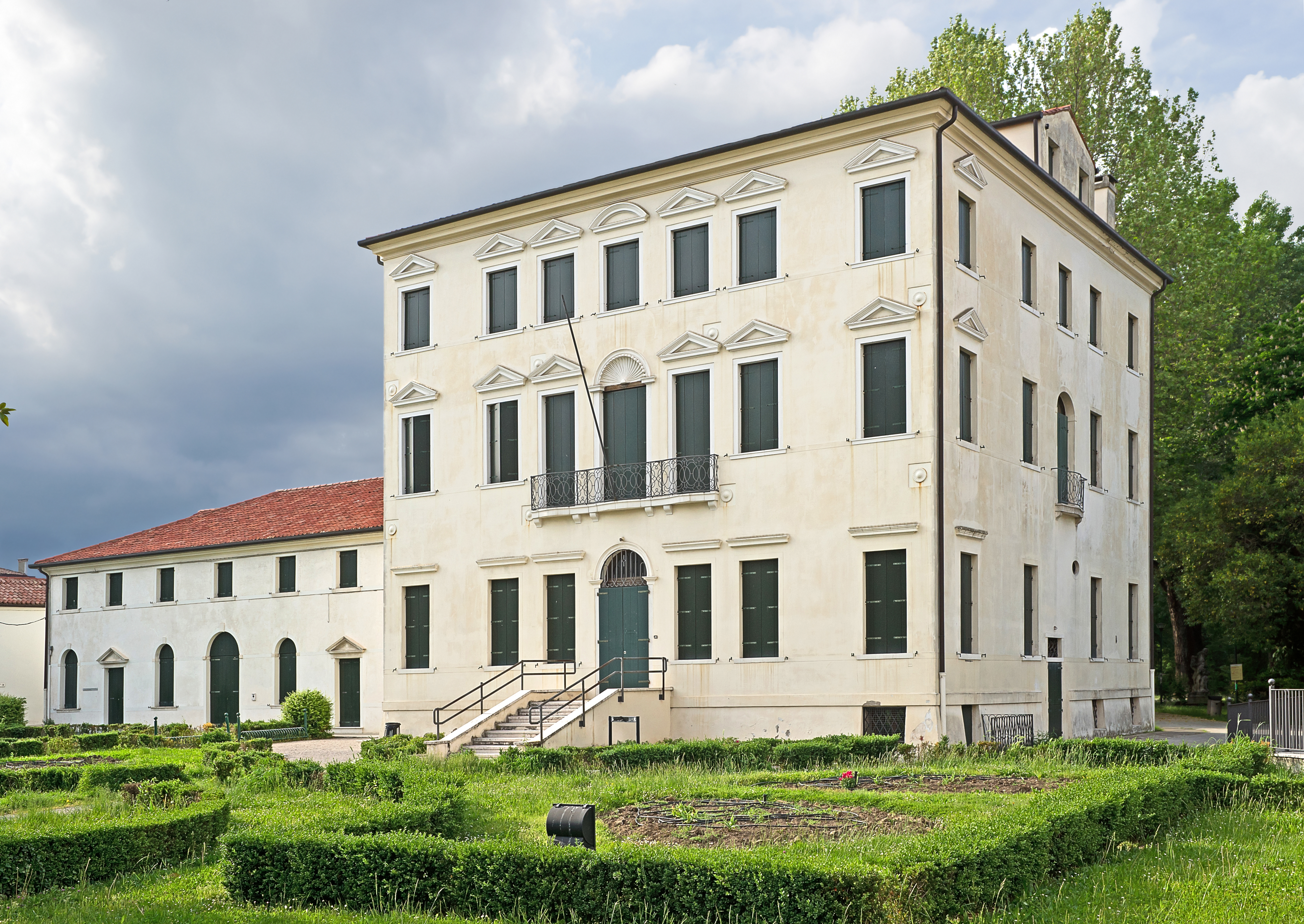
Villa de la Famille Querini à Mestre
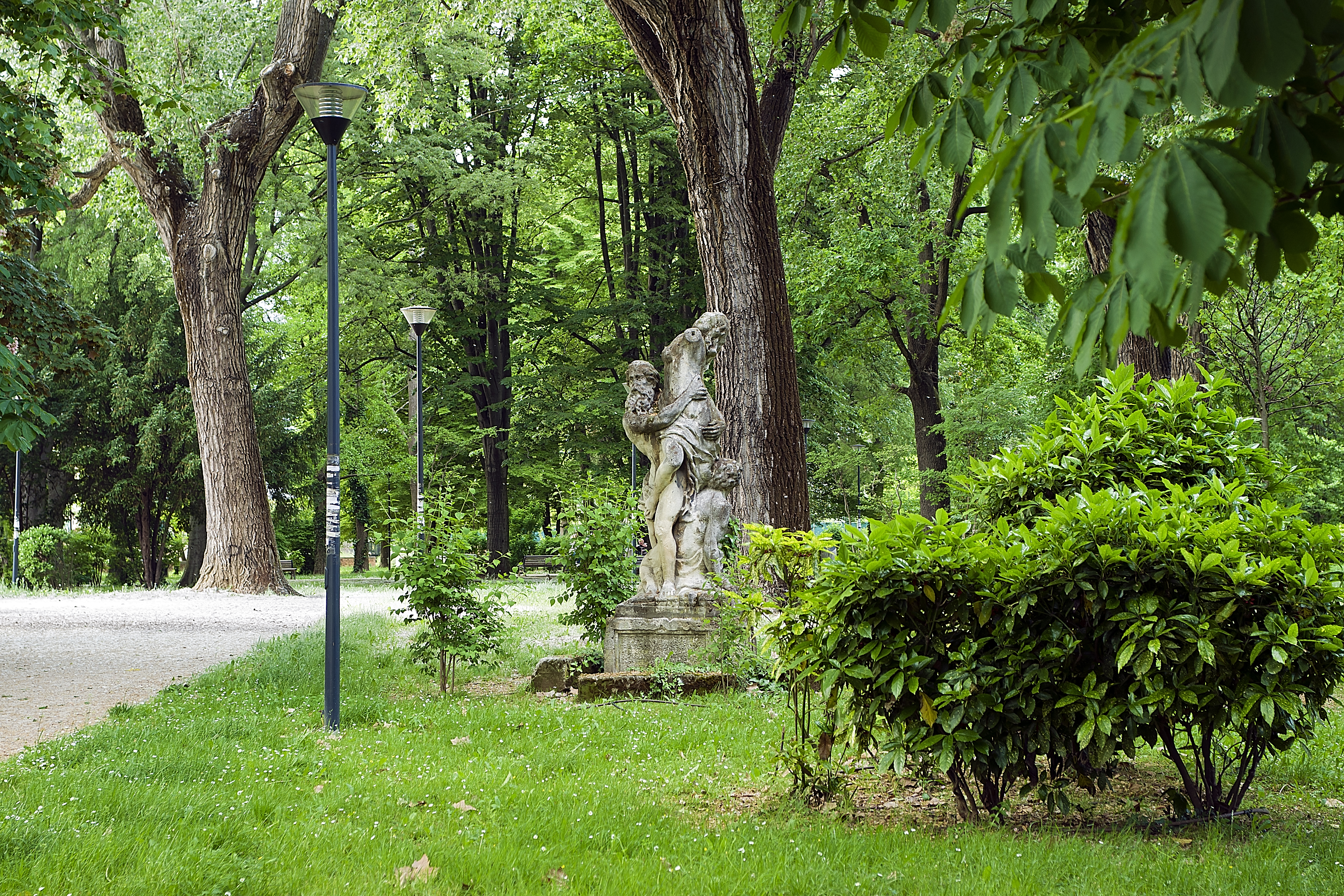
Jardins de la Villa Querini
La Galleria Matteotti passage couvert du XIXe

### Édifices religieux

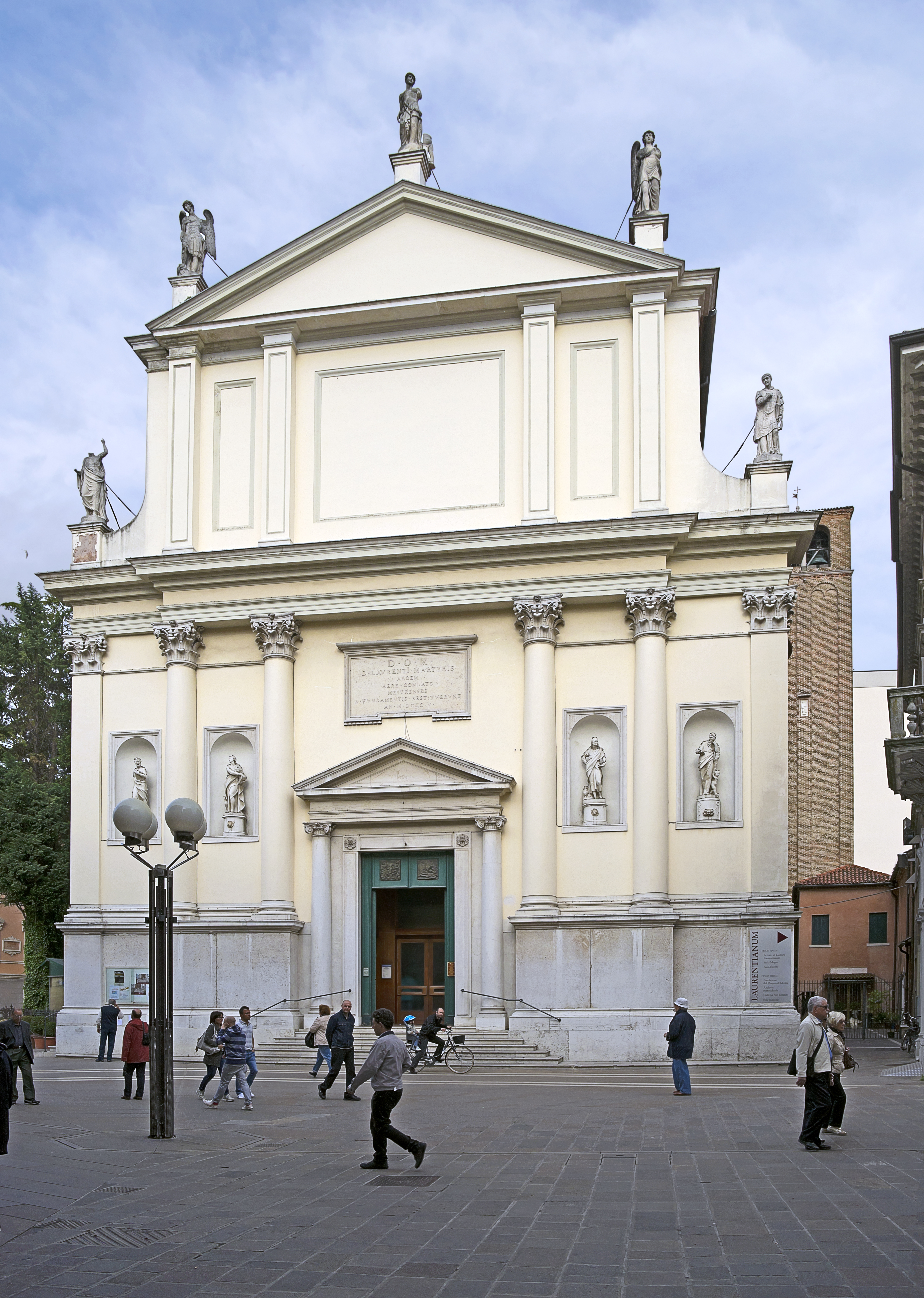
La Cathédrale San Lorenzo
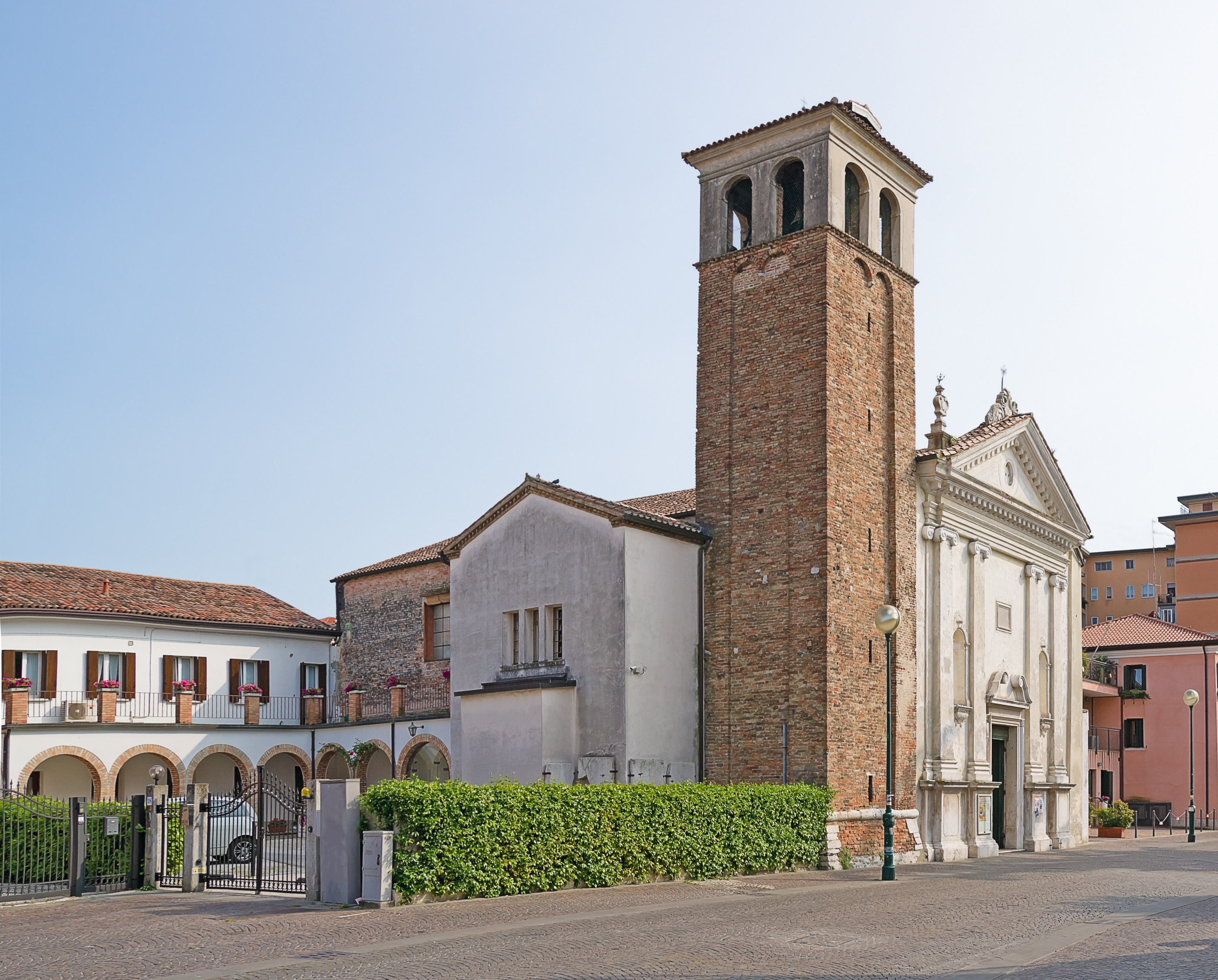
Mestre Chiesa San Girolamo (1261)
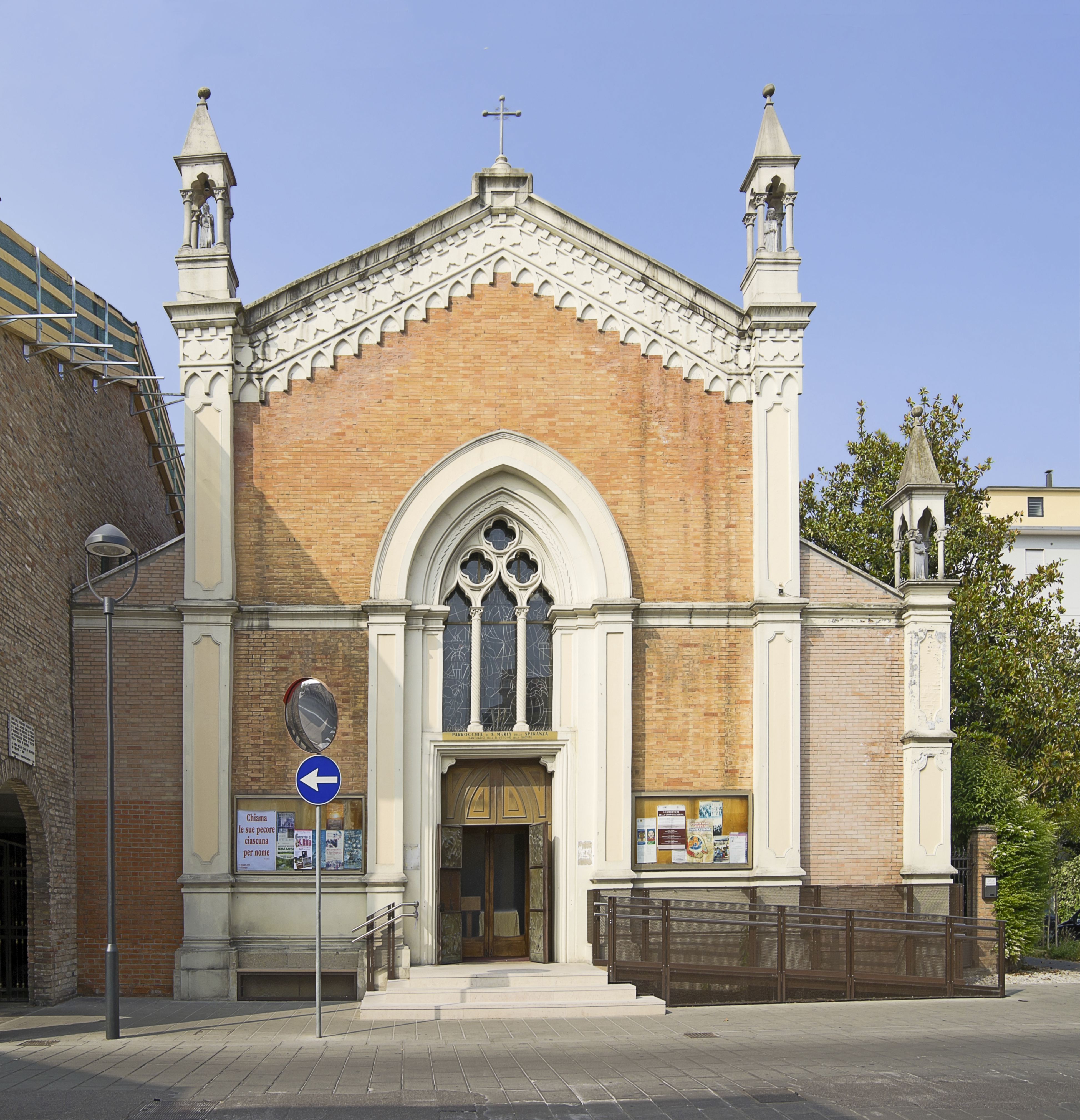
Chiesa di Santa Maria della Salute

## Mestre aujourd’hui
À partir des années 1960, Mestre connut une croissance vertigineuse due à la politique urbaine et au marché de l'emploi qui n'ont pas favorisé les habitants de la lagune. La population culmina à 220 000 habitants, avec une absence d’administration locale et un développement anarchique total.
Alors que Venise ne vit que grâce au tourisme, Mestre doit son développement au pôle industriel de Marghera et devient le centre d’expansion urbain de la lagune. Mais avec la crise dans l’industrie chimique, la population est redescendue à environ 186 000 habitants, ce qui fait néanmoins de Venise la première ville de Vénétie et la onzième d’Italie. Mais Mestre reste la plus grande cité italienne à ne pas avoir le statut de commune.

## Géographie anthropique
Autrefois bien distinct des autres centres du continent, dont elle était la capitale du district, Mestre, à partir de la Seconde Guerre mondiale, a accueilli l'essentiel du développement urbain de la municipalité de Venise, étant ainsi affectée par une croissance rapide et désordonnée. En seulement vingt ans, Mestre a décuplé sa population, passant de 20 000 à 200 000 habitants et formant ainsi une vaste agglomération urbaine avec les centres environnants. Aussi pour cette raison, le toponyme Mestre désigne souvent, par extension, l'ensemble du continent vénitien, où résident les deux tiers de la population de la commune de Venise.
D'un point de vue administratif, la arrondissement de Mestre-Carpenedo fait partie de la municipalité de Venise (regroupant les quartiers préexistants de Carpenedo-Bissuola et du centre de Mestre). La localité Gazzera est une exception, même si elle faisait partie de la municipalité supprimée de Mestre, elle est plutôt incluse dans la arrondissement de Chirignago-Zelarino (qui pour cette raison est également appelée officieusement "Mestre ouest").

## Subdivisions administratives
L'arrondissement de Mestre-Carpenedo est à son tour divisée en 7 délégations de zone: 
- Centre de Mestre
- Piave-Piraghetto-Rione Sabbioni
- Mestre est
- 25 avril
- Bissuola
- Carpenedo
- Terraglio-Borgoforte

## Honneurs
Le 13 novembre 1898, Mestre fut décorée d'une médaille d'or comme "Méritoire du Risorgimento national" pour les actions héroïques menées par la ville à l'époque du Risorgimento (qui, selon la définition de la Savoie, se situe entre les soulèvements insurrectionnels de 1848 et la fin de la Première Guerre mondiale).
Médaille d'or aux villes méritoires du Risorgimento national - ruban pour uniforme ordinaire Médaille d'or aux villes méritoires du Risorgimento national
«En récompense de la valeur montrée par les citoyens lors de la prise du fort de Marghera dans la nuit du 22 mars 1848 et lors de la sortie de Marghera le 27 octobre suivant. Les deux épisodes font référence à la courte mais intense saison républicaine à Venise, qui débuta le 22 mars 1848 avec l'occupation du fort de Marghera, de l'arsenal et du palais du gouverneur. Flanqué du blocus imposé à la ville le 17 mars 1849, le fort de Marghera détruit le 27 mai, la République vénitienne capitule par faim le 23 août. "

## Saint patron
Le saint patron de Mestre est l'archange Michel, bien que la cathédrale de la ville soit dédiée au martyre de San Lorenzo, qui n'est qu'un mécène secondaire (autrefois il y avait une foire qui se tenait le 10 août, la fête traditionnelle du saint). Le différend historique avec la ville voisine de Mirano, qui a également son saint patron à San Michele, est célèbre, concernant la foire de la ville que les deux centres (à une dizaine de kilomètres l'un de l'autre) ont réclamé dans les mêmes jours. Pour éviter la concurrence entre les deux villes importantes, une résolution du Sénat de Vénétie, en 1477, a établi que Mirano avancerait les célébrations du saint patron aux jours proches de San Matteo (21 septembre), avec la grande foire homonyme toujours très célèbre. Mestre, en revanche, aurait définitivement fixé sa foire aux alentours de San Michele Arcangelo (29 septembre). La tradition populaire rappelle ce curieux épisode de l'histoire locale, qui a vu se heurter les intérêts divergents de ces deux villes historiques de l'arrière-pays vénitien, comme "le pacte des gnocchis". En fait, la légende raconte que les habitants de Mirano ont été astucieusement persuadés par les habitants de Mestre de leur «donner» le jour de San Michele pour la foire en échange d'une savoureuse assiette de gnocchis offerte dans la taverne aux chefs des familles de Mirano.
Depuis les années 1980, la municipalité de Venise, après avoir déplacé le Luna Park dans une zone périphérique de la ville (via Torino), a décidé de le supprimer définitivement. Actuellement, les célébrations de la ville pour le saint patron se limitent à une messe solennelle du patriarche dans la cathédrale de San Lorenzo et à la levée du drapeau sur la piazza Ferretto en présence du maire de Venise et des autorités militaires locales.

## Infrastructure et transport

### Des rues
Les principales routes historiquement utilisées pour les échanges entre Mestre et ses environs sont la route régionale 11 Padana Superiore vers Marghera et la Riviera del Brenta, la route nationale 13 Pontebbana "Terraglio" vers Trévise, la route nationale 14 de Venise Giulia vers Trieste, la route régionale 14 bis, la route régionale 245 "Castellana", vers Castelfranco Veneto et Trente, la route nationale 309 Romea vers Ravenne et la route provinciale 32 Miranese ("Via Miranese") vers Mirano et Padoue.
Pour le trafic routier longue distance, Mestre est également desservie par l'A4 Turin - Trieste, l'A57 Tangenziale di Mestre et l'A27 Venise - Belluno.

### Les chemins de fer
La région de Mestre est desservie par cinq gares ferroviaires, tout d'abord la gare de Venise Mestre, avec un flux d'environ 85 000 passagers par jour pour 31 millions de visiteurs annuels, ce qui en fait la septième gare de passagers en Italie. 
Avec la gare de Venise Santa Lucia, il constitue le plus grand nœud ferroviaire du Triveneto et l'un des plus importants d'Italie. Les lignes Milan-Venise, Venise-Trieste, Venise-Udine, Venise-Bologne, Venise-Bassano del Grappa-Trente et Adria-Mestre convergent dans cette gare. De plus, des trains à grande vitesse et longue distance s'arrêtent à la gare de Mestre qui relient la capitale vénitienne à Turin, Rome, Florence, Gênes, Naples, Salerne, Bari, Lecce, Genève, Vienne, Munich, Paris. 
La gare de Mestre, en plus de desservir la municipalité de Marghera, est au cœur du système ferroviaire régional métropolitain (SFMR) de la région de Vénétie. Les autres gares de la région de Mestre sont celles de Venezia Carpenedo, Venezia Porto Marghera, Venezia Mestre Ospedale et Venezia Mestre Porta Ovest. 
Les deux nouvelles gares de Venezia Mestre Gazzera (au confluent des lignes Venise-Trieste et Venise-Udine) et Venezia Mestre Via Olimpia (sur la ligne Venise-Trieste) sont également en construction.

### Aéroports
L'aéroport international de Venise est situé à Tessèra, du nom de l'explorateur vénitien Marco Polo; il représente le troisième pôle aéroportuaire italien. Géré par la Venice Airport Company (SAVE), il est desservi par des vols nationaux, internationaux court et moyen-courriers et des vols intercontinentaux. 
L'aéroport de Trévise-Sant'Angelo est également situé à 18 km de Mestre, avec des vols nationaux et internationaux dans toute l'Europe.

### Mobilité urbaine
Le transport public urbain à Mestre est géré par ACTV via des services de bus réguliers et par deux lignes de tramway qui composent le réseau de tramway de Venise .
Les lignes interurbaines ACTV qui relient Venise aux municipalités adjacentes et aux villes de Padoue et Trévise passent également par Mestre, couvrant toute la province de Venise. Les lignes interurbaines qui relient Mestre à l'est de la Vénétie sont gérées par ATVO.
Entre 1933 et 1968, Mestre disposait d'un vaste réseau de trolleybus, qui à son tour remplaça certains tramways à voie métrique actifs entre 1891 et 1938. Une autre ligne de tramway, Padoue-Malcontenta-Fusina, inaugurée en 1885, atteignit jusqu'en 1954 Mestre avec une succursale spéciale.
A Mestre il y a un réseau de pistes cyclables. En octobre 2009, l'extension globale était de 89,5 km.

## Théâtres et salles de spectacle

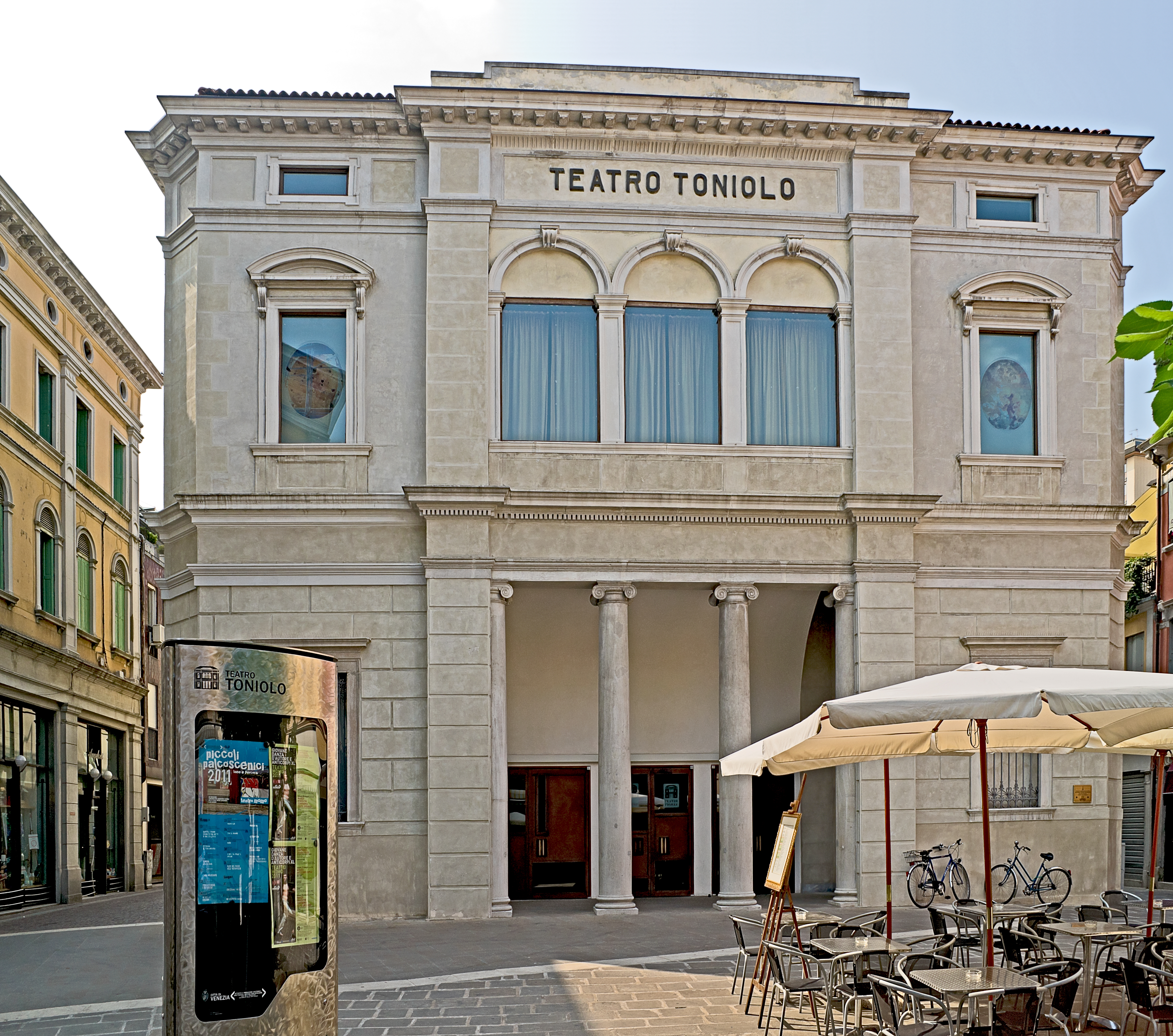
Le théâtre Toniolo a été édifié en 1912

La ville offre un important réseau de théâtres et cinémas: Le plus connu étant le théâtre Toniolo construit en 1912 ; il faut également citer : le théâtre de Murata, le théâtre Arnaldo Momo, le théâtre du Parc, et  un complexe cinématographique CityPlex qui comprend le plus grand cinéma.  
La première scène de Mestre : « il Balbi » a été ouverte en 1778. D’une remarquable architecture conçue par Maccaruzzi Bernardino, elle était très fréquentée par la noblesse vénitienne, mais a été fermé en 1811. Le bâtiment se trouve encore près de la «  piazza Barche », rebaptisée « Galerie du Vieux Théâtre ».

## Personnages liés à Mestre
- Bruno Prosdocimi (it), (1936) humoriste et dessinateur
- Ferruccio Brugnaro (it) (1936-), poète - ouvrier qui a longtemps travaillé à la grande usine chimique de la région de Venise[1],[2].
- Mauro Numa (1961-), double champion olympique au fleuret.
- Roberto Succo, (1962-1988) tueur en série
- Tathiana Garbin, (1977) joueuse de tennis
- Luigi Broglio,  (1911-2001) Ingénieur aérospatial